# Bärbel Wolfmeier
Bärbel Wolfmeier (* 1966 in Flensburg, Schleswig-Holstein) ist eine deutsche Radiomoderatorin und niederdeutsche Autorin sowie Poetry-Slam-Poetin.

## Leben
Bärbel Wolfmeier wuchs in der Schleswigschen Geest mit der plattdeutschen Sprache auf. Ihre Muttersprache ist allerdings Hochdeutsch. Nach der Schulzeit machte sie eine Ausbildung zur Zahnarzthelferin und arbeitete anschließend in diesem Beruf.
Im Alter von 30 Jahren begann Wolfmeier mit dem Schreiben von Kurzgeschichten und Gedichten, überwiegend in plattdeutscher Sprache. Ihre Texte wurden auch in vielen Anthologien veröffentlicht, u. a. in der Zeitschrift Das Gedicht 22. Ihre Bücher mit Geschichten, Erzählungen und Gedichten erschienen im Hamburger Quickborn-Verlag.
Seit 2014 arbeitet Wolfmeier beim NDR 1 Welle Nord als Autorin und Sprecherin der Sendereihe Hör mal ’n beten to. Nebenbei geht sie mit eigenen Programmen auf Tournee, teilweise mit der Folksängerin und Gitarristin Inge Lorenzen.
Bärbel Wolfmeier ist 2. Vorsitzende des Vereins der Schriftsteller in Schleswig-Holstein e.V. Sie lebt in Stelle-Wittenwurth, ist verheiratet und hat fünf Kinder.

## Ehrungen
- 2014:  Zweiter Platz beim Landschreiber Literaturpreis

## Werke (Auszüge)
- Diekschoop in Overkneestielettosteveln, Quickborn-Verlag, Hamburg 2015, ISBN 978-3-87651-392-8
- Hör mal `n beten to, Hrsg. Norddeutscher Rundfunk, Quickborn-Verlag, Hamburg 2016, ISBN 978-3-87651-427-7
- Laat di nich piesacken, Quickborn-Verlag, Hamburg 2018, ISBN 978-3-87651-447-5
- Lütte Bagaluten: De Gruselwettstriet, Illustrator: Angela Gstalter, Nova MD, 2019, ISBN 978-3-96443-520-0